# Rupert Grint
Rupert Alexander Lloyd Grint, angleški filmski igralec, * 24. avgust 1988, Watton-at-Stone, Hertfordshire, Anglija.
Najbolj znan je po svoji vlogi Rona Weasleyja v seriji filmov o Harryju Potterju. Decembra 2007 je bil uvrščen na 16. mesto najbolj bogatih ljudi, mlajših od 25 let z zaslužkom 4 milijonov dolarjev.

## Zgodnje življenje
Rupert je bil rojen v Hertfordshire. Njegova mama, Joanne Grint je gospodinja, njegov oče, Nigel Grint pa prodajalec spominkov. Ima enega brata Jamesa (rojen leta 1990) in 3 sestre: Georgina (1993), Samantha (1996) in Charlotte (1998).
Pred filmom o Harryju Potterju je igral le v manjših šolskih predstavah in v okoliškem gledališkem klubu, Top Hat Stage School. Kot majhen otrok je igral v predstavi Noetova barka, kjer je igral ribo.

## Kariera
Samo proglašeni oboževalec serij knjig o Harryju Potterju, si je želel zaigrati tudi v filmu. Za njegovo avdicijo je poslal video, v katerem je bil oblečen kot njegova dramska učiteljica, medtem ko je rapal kako močno si želi zaigrati v enem izmed filmov, kar mu je tudi prineslo vlogo.
Po končanem prvem filmu Harry Potter in kamen modrosti se je pojavil kot znanstveni težak Alan A. Allen v britanski komediji Thunderpants (2002). V letih 2004, 2005 in 2007 je ponovno zaigral kot Ron Weasley v nadaljevanjih Potterjevih serij Harry Potter in dvorana skrivnosti, Harry Potter in jetnik iz Azkabana, Harry Potter in ognjeni kelih ter  Harry Potter in feniksov red.
Grint je igral tudi v zgodbi Šola vožnje z Lauro Linney in Julie Walters, (ki v serijah o Harryju Potterju igra Ronovo mamo), ki je izšla poleti leta 2006.
Znan je tudi po posojenem glasu, ko se je predstavljal množici poslušalcev britanskega radia BBC Radio 4 in posoji glasu Petru Panu v nekem dokumentarnem filmu.
2. julija 2008 je bilo oznanjeno, da bo Rupert zaigral v filmu Cherrybomb, energičnemu trilerju o dveh najstnikih, ki padeta v težave, ko se zaljubita v novo lepo dekle v mestu.
Posodil je svoj glas v računalniških igricah  Harry Potter in Feniksov red in v igrici Harry Potter in Princ mešane krvi.

## Osebno življenje
Julija 2004 je Rupert končal  Richard Hale School, ko je prestal njegove GCSE teste. V prostem času zelo rad vozi monocikel, riše in skicira, spremlja nogometno moštvo  Tottenham  in igra golf. Kot njegov lik v Harryju Potterju ima tudi sam arahnofobijo (strah pred pajki).
S svojim zaslužki iz serij filmov o Harryju Potterju, si je kupil kombi za prodajo sladoleda in se nato začel šaliti, če njegova kariera filmskega igralca ne bo več šla po načrtu, bo še vedno imel kombi s sladoledom. Po pripovedi soigralke Emmo Watson, ima v kombiju veliko nadevov in različnih okusov sladoleda.
Septembra 2007 je šel na podelitev National Movie Awards skupaj z Davidom Heymanom in Davidom Yatesom. Izgubil je ravno proti soigralcu Danielu Radcliffu, ki je dobil priznanje za najboljšega igralca.
Podjetja za skrb las Brylcream je objavilo 5 najboljših zvezdniških frizur, med katerimi je bila tudi Rupertova, medtem ko je frizuro Daniela Radcliffa ocenila, da ima med igralci skoraj najslabšo frizuro in se je uvrstil zgolj med zadnjih 5.
Julija 2009 je Rupert zbolel za prašičjo gripo. K sreči je hitro ozdravel in se le nekaj dni po okužbi brez težave udeležil premiere novega filma o Harryju Potterju.

## Filmi
Igral je v filmih:
- Harry Potter in kamen modrosti (2001)
- Harry Potter in dvorana skrivnosti (2002)
- Thunderpants (v vlogi Alana A. Allena, 2002)
- Harry Potter in jetnik iz Azkabana (2004)
- Harry Potter in ognjeni kelih (2005)
- Šola vožnje (Driving Lessons, v vlogi Bena Marshalla, 2006)
- Harry Potter in feniksov red (2007)
- Harry Potter in Princ mešane krvi (2009)

Pravkar snema filme Cherrybomb (vloga Malachyja), Wild Target (Tonyja) in Harry Potter in Svetinje smrti (v vlogi Rona Weasleyja).